# Lovin' You (S.E.S.의 노래)
〈Lovin' you〉는 대한민국의 3인조 걸 그룹 가수 《S.E.S.》가 일본에서 발매한 7번째 싱글 음반이자 마지막 싱글 음반이다. 

## 설명
- 이 싱글을 끝으로 S.E.S는 일본 활동을 마무리 한다.
- 노래부를때 숨쉬는 장면이랑 등장하는 장면이랑 의상이 섹시 하다.

## 트랙 리스트
1. Lovin' you
  - 작사: T2ya / 작곡: T2ya, 防彰悟 / 편곡: T2ya

NTV 계열의 프로그램《주간 스토리랜드》엔딩 테마로 약 2달간 사용되었다.
* 노래부를 때 숨쉬는 장면이랑 등장하는 장면이랑 의상이 섹시 하다.
2. Love is...day by day 
  - 작사: T2ya / 작곡: T2ya, HAYATO / 편곡: T2ya, HAYATO

Surprise에 9번에 있는 곡이다. 가사는 한국어로 번안되어있다.
3. Lovin' you (Opus Mix)
  - 작사: T2ya / 작곡: T2ya, 防彰悟 / 편곡: T2ya
4. Lovin' you (Muse Mix)
  - 작사: T2ya / 작곡: T2ya, 防彰悟 / 편곡: T2ya
5. Lovin' you (Instrumental)
  - 작사: T2ya / 작곡: T2ya, 防彰悟 / 편곡: T2ya
6. Love is...day by day (Instrumental)
  - 작사: T2ya / 작곡: T2ya, HAYATO / 편곡: T2ya, HAYATO